# Hexatoma (Eriocera) lanigera
Hexatoma (Eriocera) lanigera is een tweevleugelige uit de familie steltmuggen (Limoniidae). De soort komt voor in het Palearctisch gebied.